# Serra

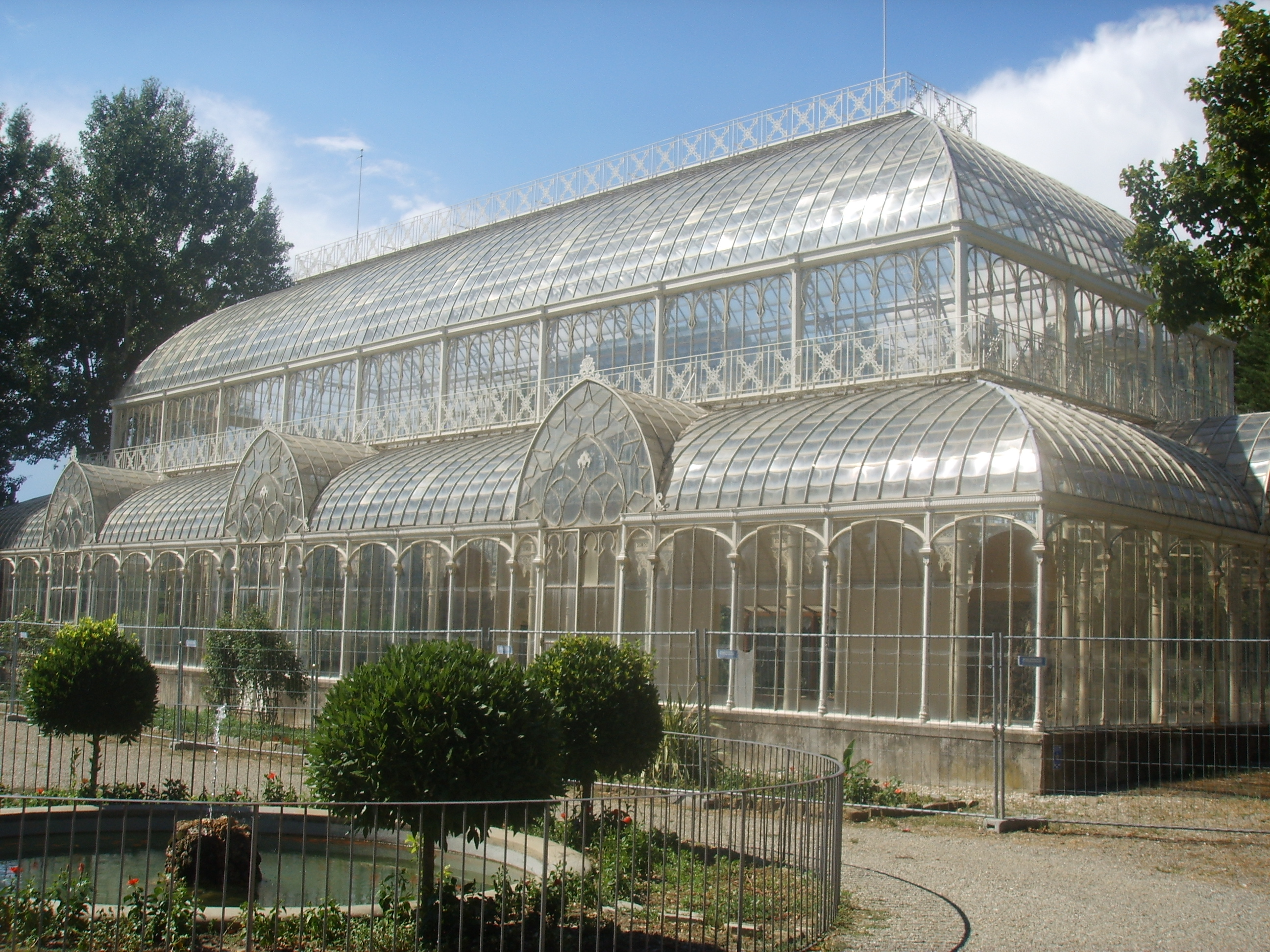
Serra nel Giardino dell'Orticoltura, Firenze (Italia).

La serra è un ambiente artificiale costruito appositamente per coltivare fiori e piante con caratteristiche di temperatura simili a quelle del loro habitat naturale, o per l'essiccazione di prodotti dell'agricoltura e della selvicoltura. Permette quindi di coltivare anche piante che solitamente si sviluppano in paesi con clima più caldo, anche clima tropicale; in serre refrigerate si potrà ottenere lo scopo opposto. Il vantaggio è quindi poter creare l'ambiente ideale per il tipo di piante che si intende coltivare.
Le serre possono avere struttura in ferro, in legno strutturale, in muratura o in alluminio. Di solito poggiano su una base in muratura o su supporti mobili avvitati nel terreno e hanno pareti e tetto in materiale trasparente; al loro interno si può far entrare luce, regolare il calore e variare il livello di umidità. Le pareti sono solitamente di vetro; il tetto è spiovente da uno o da entrambi i versanti e dotato di finestre ad apertura verso l'esterno per permettere l'aerazione.

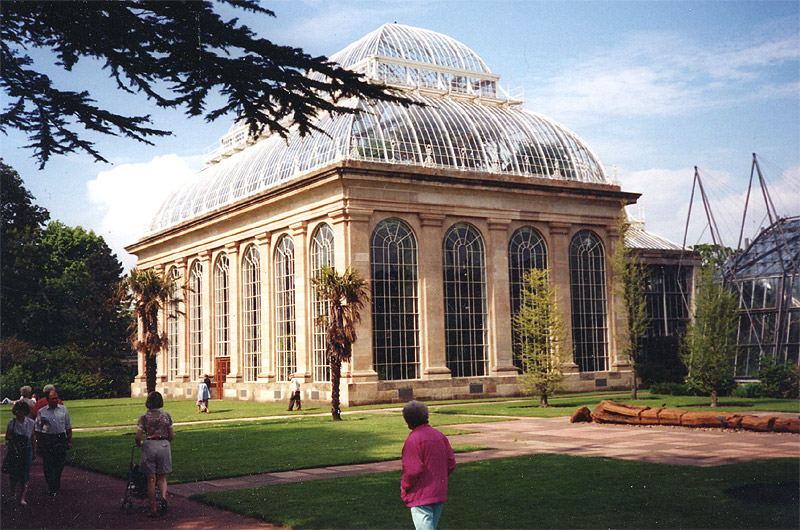
Serra delle palme nel Giardino botanico reale di Edimburgo (Scozia).

L'orientamento più favorevole è a est-ovest con i raggi del sole che attraversano il rivestimento formando all'interno il ben noto "effetto serra"; i raggi solari attraversano la copertura della serra che, imprigionandoli al suo interno, provoca un innalzamento della temperatura. In una serra di struttura standardizzata, al centro si troverà un banco da lavoro affiancato da due bancali laterali che servono da appoggio.
Le serre sono suddivise in diverse tipologie a seconda della temperatura che si vuole raggiungere al loro interno e ad altre caratteristiche.

## Storia

### Impero Romano
Prima dello sviluppo delle serre, le pratiche agricole erano vincolate alle condizioni meteorologiche. Secondo la zona climatica delle comunità, le persone erano limitate a una gamma selezionata di specie e periodi dell'anno in cui potevano coltivare piante. Eppure, intorno al 30 d.C., l'Impero Romano costruì il primo tentativo registrato di un ambiente artificiale. A causa del peggioramento della salute dell'imperatore Tiberio, i medici reali gli raccomandarono di mangiare un cetriolo al giorno. I cetrioli, tuttavia, sono piante abbastanza tenere e non crescono facilmente tutto l'anno. Pertanto, i romani progettarono un ambiente artificiale, simile ad una serra, per avere cetrioli a disposizione dell'imperatore tutto l'anno. I cetrioli venivano piantati in carri a ruote che venivano messi al sole ogni giorno, poi portati dentro per tenerli al caldo durante la notte. I cetrioli venivano conservati sotto cornici o in case di cetrioli smaltate con tele oleate conosciute come specularia o con fogli di selenite (alias lapis specularis), secondo la descrizione di Plinio il Vecchio.

### Corea del XV secolo
Il successivo grande passo avanti nel design delle serre arrivò dalla Corea nel XV secolo durante la dinastia Joseon. Nel 1450, Soon ui Jeon descrisse la prima serra riscaldata artificialmente nel suo manoscritto chiamato Sangayorok. Ben presto ui Jeon divenne un medico della famiglia reale, e Sangayorok aveva lo scopo di fornire alla nobiltà importanti conoscenze agricole e domestiche. All'interno della sezione delle tecniche agricole, Soon ui Jeon scrisse come costruire una serra che fosse in grado di coltivare ortaggi e altre piante in inverno. Il design coreano aggiunge un sistema ondol alla struttura. Un ondol è un sistema di riscaldamento coreano utilizzato negli ambienti domestici, che fa uscire una canna fumaria da una fonte di calore sotto il pavimento. Oltre all'ondol, veniva riscaldato anche un calderone pieno d'acqua per creare vapore e aumentare la temperatura e l'umidità nella serra. Queste serre coreane sono state le prime serre attive che controllavano la temperatura, piuttosto che fare affidamento solo sull'energia del sole. Il progetto includeva ancora metodi di riscaldamento passivo, come finestre hanji oliate semitrasparenti per catturare la luce e pareti di pannocchia per trattenere il calore, ma la fornace forniva un controllo extra sull'ambiente artificiale. Gli annali della dinastia Joseon confermano che strutture simili a serre che incorporavano ondol furono costruite per fornire calore ai mandarini durante l'inverno del 1438.

### XVII secolo
Il concetto di serre apparve anche nei Paesi Bassi e poi in Inghilterra nel XVII secolo, insieme alle piante. Alcuni di questi primi tentativi richiedevano enormi quantità di lavoro per chiudere di notte o per svernare. C'erano seri problemi nel fornire un calore adeguato ed equilibrato in queste prime serre. La prima serra "stufa" (riscaldata) nel Regno Unito fu completata al Chelsea Physic Garden nel 1681. Oggi i Paesi Bassi hanno molte delle serre più grandi del mondo.
La sperimentazione con la progettazione di serre è continuata durante il XVII secolo in Europa, poiché la tecnologia ha prodotto un vetro migliore e le tecniche di costruzione sono migliorate. La serra della Reggia di Versailles era un esempio delle loro dimensioni ed elaborazioni; era lunga più di 150 metri, larga 13 metri e alta 14.

### XIX secolo
Il botanico francese Charles Lucien Bonaparte è spesso accreditato di aver costruito la prima pratica serra moderna a Leida, in Olanda, durante il 1800 per coltivare piante tropicali medicinali. Originariamente solo nelle tenute dei ricchi, la crescita della scienza della botanica fece sì che le serre si diffondessero nelle università. I francesi chiamarono le loro prime serre orangeries, poiché servivano a proteggere gli aranci dal gelo. Man mano che gli ananas divennero popolari, furono costruite pinete o "fosse di ananas", ossia una serie di tre fosse collegate da pareti permeabili e cave. Le due fosse esterne riempite di letame di cavallo generavano calore durante la decomposizione. Il calore in eccesso viaggiava attraverso le pareti cave in una fossa centrale ricoperta di vetro dove crescevano gli ananas..

### Inghilterra del XIX secolo
Le serre più grandi mai concepite furono costruite in Inghilterra durante l'era vittoriana. Come risultato diretto dell'espansione coloniale, lo scopo delle serre è cambiato dall'agricoltura all'orticoltura. Il trasferimento accelerato di piante e conoscenze orticole tra le colonie ha contribuito al fascino vittoriano per le piante e gli ambienti "esotici". Le serre divennero spettacoli per intrattenere il grande pubblico. Gli ambienti curati nelle serre miravano a catturare "l'immaginazione occidentale di un paesaggio idealizzato" e sostenere la fantasia dell'"altro" culturale. Di conseguenza, si ritiene che la collezione di piante sia un vero riflesso del mondo, ma in realtà sono disposizioni stereotipate di piante "esotiche" per simboleggiare esattamente dove si trovano le colonie britanniche e fino a che punto arriva la loro autorità. Per sostenere l'egemonia britannica, le serre divennero argomenti del potere coloniale che ostentavano il "controllo assoluto degli ambienti e della flora colonizzati...[usando le piante] come simbolo del potere imperiale britannico.
Un progetto di spicco del XIX secolo erano le serre con un'altezza sufficiente per alberi di notevoli dimensioni, chiamate "case delle palme". Questi erano normalmente nei giardini pubblici o nei parchi ed esemplificavano lo sviluppo dell'architettura in vetro e ferro nel XIX secolo. Questa tecnologia è stata ampiamente utilizzata nelle stazioni ferroviarie, nei mercati, nelle sale espositive e in altri grandi edifici che necessitavano di un'area interna ampia e aperta. Uno dei primi esempi di serra delle palme si trova nei giardini botanici di Belfast. Progettato da Charles Lanyon, l'edificio fu completato nel 1840. Fu costruito dal produttore di ferro Richard Turner, che in seguito avrebbe costruito la Palm House, Kew Gardens presso i Royal Botanic Gardens, Kew, Londra, nel 1848. Questo avvenne poco dopo il Chatsworth Great Conservatory (1837-40) e poco prima del Crystal Palace (1851), entrambi progettati da Joseph Paxton, ed entrambi ora perduti.
Altre grandi serre costruite nel XIX secolo includevano il New York Crystal Palace, il Glaspalast di Monaco e le serre reali di Laeken (1874–1895) per il re Leopoldo II del Belgio. In Giappone, la prima serra fu costruita nel 1880 da Samuel Cocking, un commerciante britannico che esportava erbe aromatiche.

### XX secolo
Nel XX secolo, alle numerose tipologie di serre si è aggiunta la cupola geodetica. Esempi degni di nota sono l'Eden Project in Cornovaglia, il Rodale Institute in Pennsylvania, il Climatron presso il Missouri Botanical Garden a St. Louis, Missouri, e la Toyota Motor Manufacturing Kentucky. La piramide è un'altra forma popolare per serre grandi e alte; ci sono diverse serre piramidali al Muttart Conservatory in Alberta (1976 circa).
Strutture per serre adattate negli anni '60, quando divennero ampiamente disponibili fogli più larghi di pellicola di polietilene. Le case a cerchio sono state realizzate da diverse aziende e spesso sono state realizzate anche dagli stessi coltivatori. Costruiti con estrusi in alluminio, tubi speciali in acciaio zincato o anche solo spezzoni di tubo dell'acqua in acciaio o PVC, i costi di costruzione sono stati notevolmente ridotti. Ciò ha comportato la costruzione di molte più serre in fattorie e centri di giardinaggio più piccoli. La durata del film di polietilene è aumentata notevolmente quando sono stati sviluppati e aggiunti inibitori UV più efficaci negli anni '70; questi hanno esteso la vita utilizzabile della pellicola da uno o due anni fino a tre e infine quattro o più anni.
Le serre collegate alle grondaie sono diventate più diffuse negli anni '80 e '90. Queste serre hanno due o più campate collegate da un muro comune, o fila di pali di sostegno. Gli input di riscaldamento sono stati ridotti in quanto il rapporto tra l'area del pavimento e l'area della parete esterna è stato notevolmente aumentato. Le serre collegate a grondaie sono ora comunemente utilizzate sia nella produzione che in situazioni in cui le piante vengono coltivate e vendute anche al pubblico. Le serre collegate a grondaie sono comunemente coperte con materiali strutturati in policarbonato o un doppio strato di pellicola di polietilene con aria soffiata tra di loro per fornire una maggiore efficienza di riscaldamento.

### Galleria d'immagini

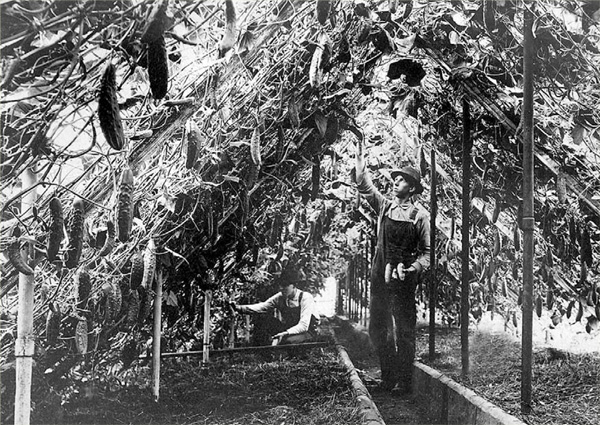
I cetrioli raggiungevano il soffitto in una serra a Richfield, Minnesota, dove gli orticoltori coltivavano un'ampia varietà di prodotti in vendita a Minneapolis, 1910 circa.
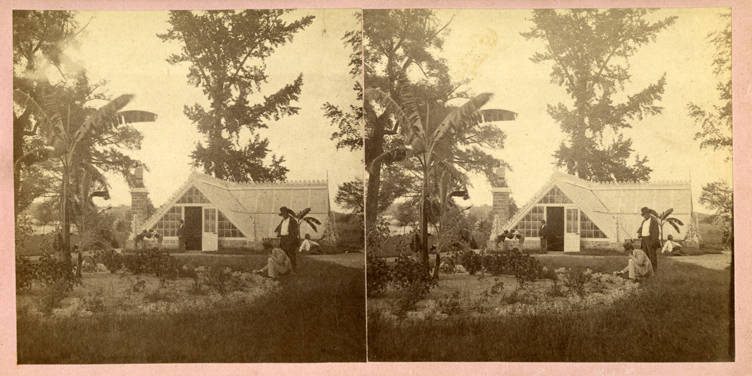
Una serra riscaldata a Macon, Georgia circa 1877.
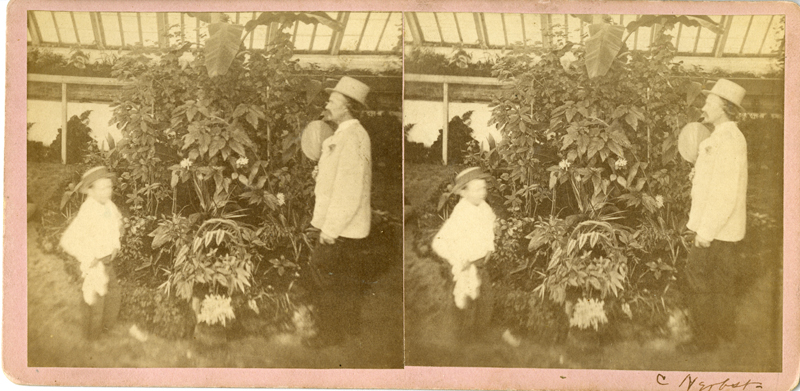
Interno di una serra Central City Park, Macon, GA, intorno al 1877.
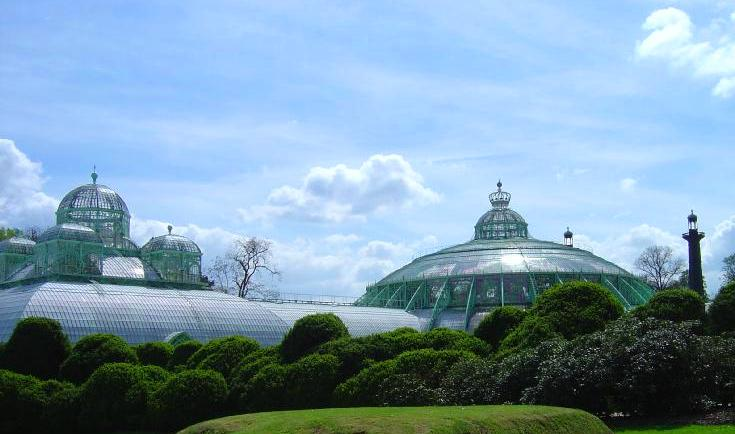
Le serre reali di Laeken, Bruxelles, Belgio, un esempio di architettura di serre del XIX secolo.

## Tipi di serra

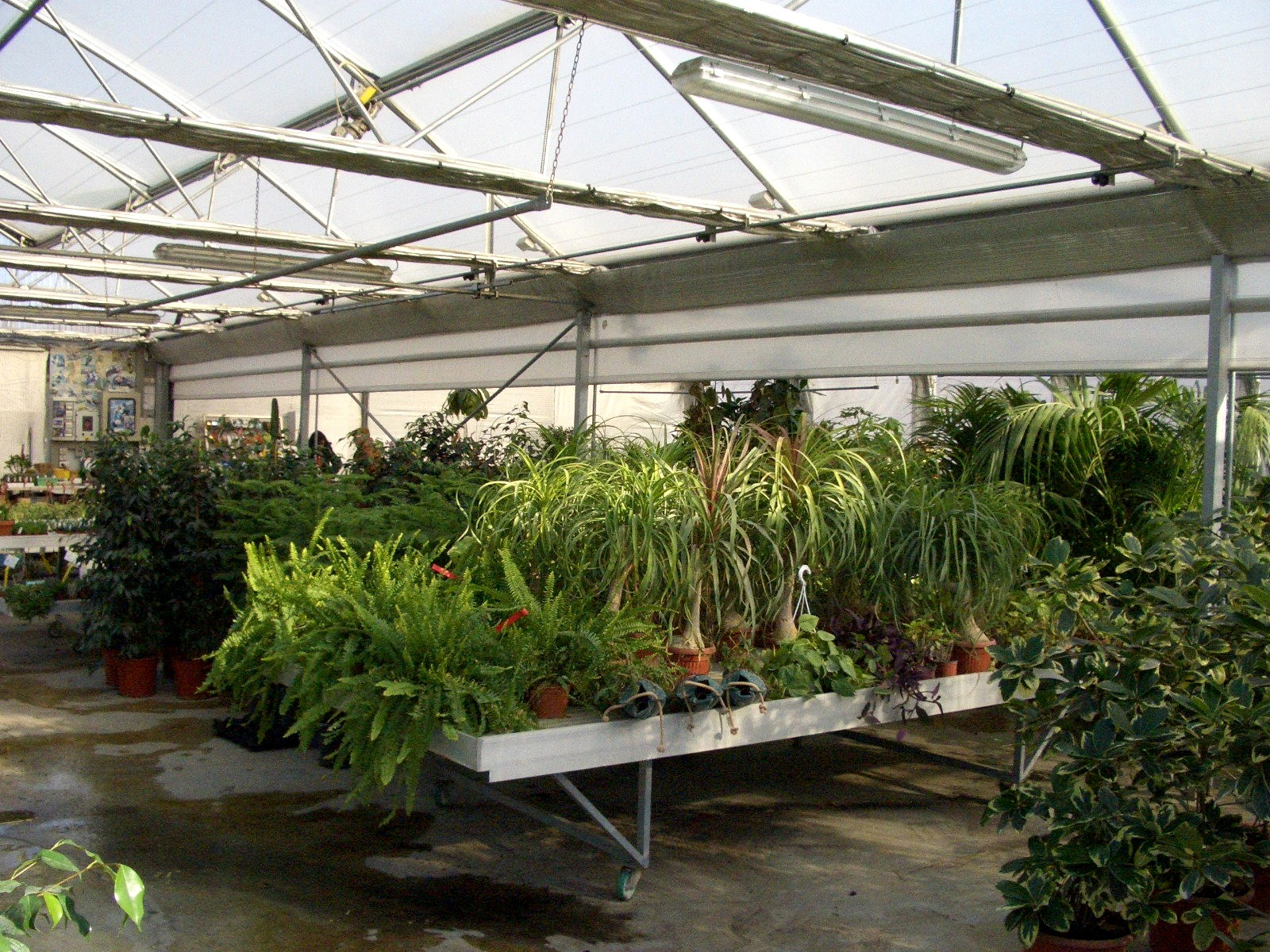
Interno di una serra.

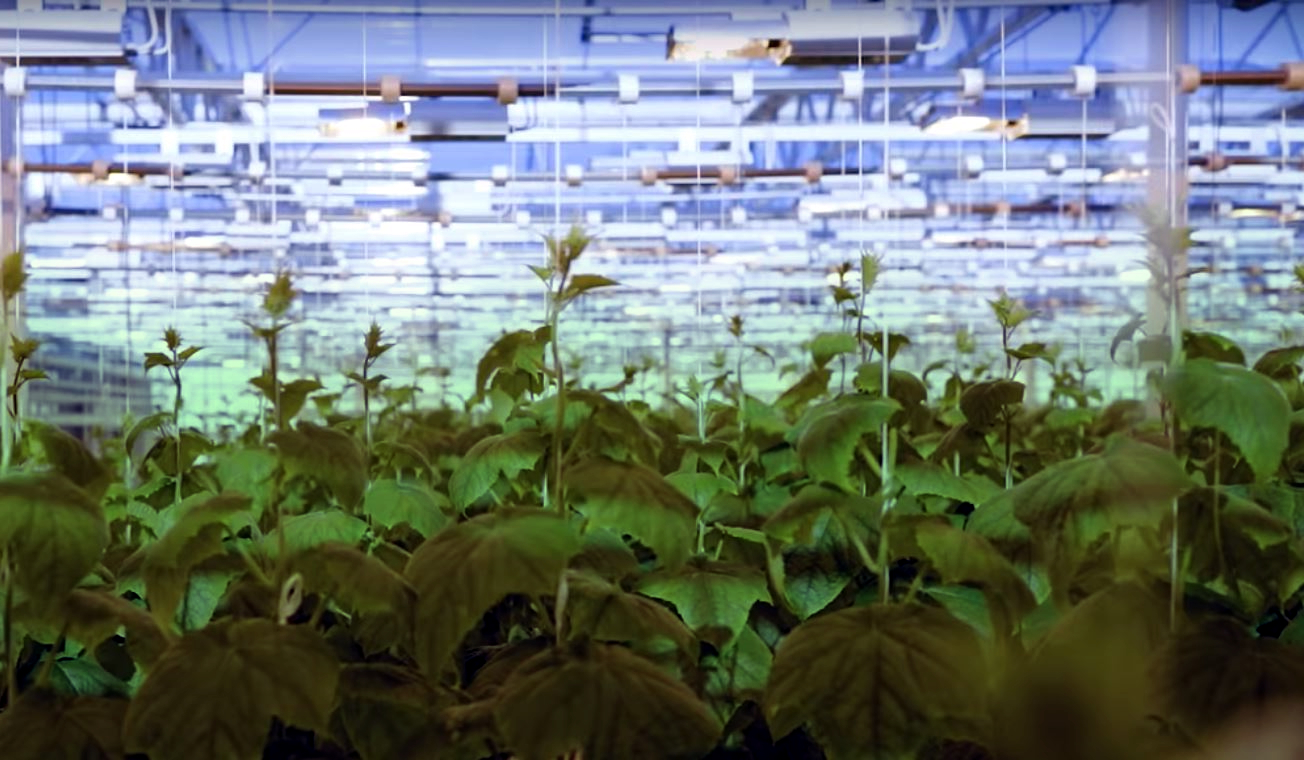
Luci termiche in una serra.

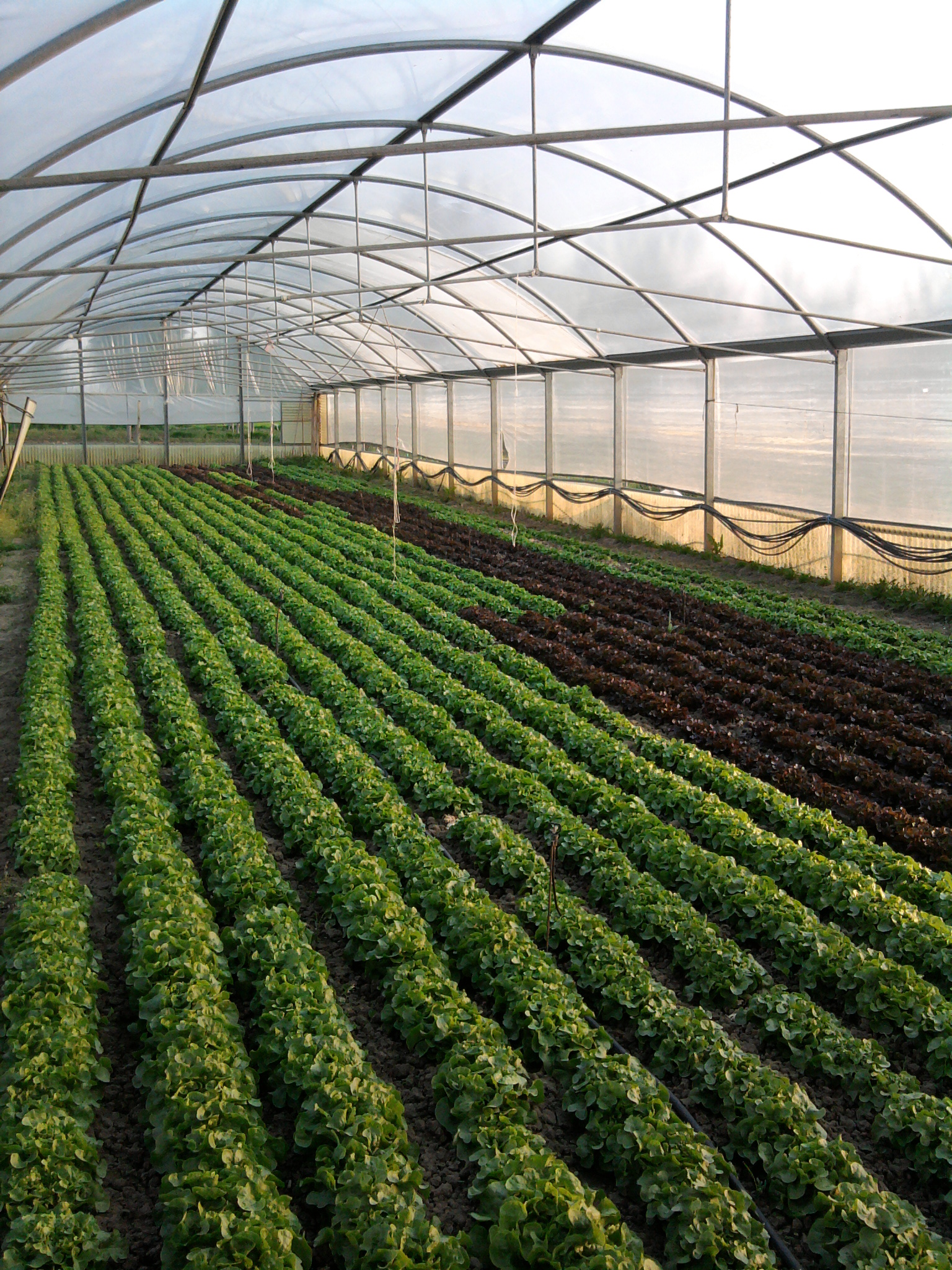
Serra da colture ordinarie.

Numerosi sono i criteri di classificazione; quelli più validi sono i seguenti:
Tenendo conto dell'indirizzo colturale, le serre si raggruppano in:
1. Serre di propagazione o moltiplicazione. Si impiegano per la radicazione di piante da fiore e da frutto.
2. Serre di forzatura o coltivazione. Si impiegano per la coltivazione di piante da foglia e da fiore.
3. Serre destinate a colture ordinarie. Si impiegano per la coltivazione di piante da orto.
4. Serre d'essiccazione. Sono serre in cui si utilizza il calore del sole e l'effetto serra per l'essiccazione di prodotti agricoli, della silvicoltura e della forestazione come granaglie, fichi, pomodori, mais, fieno, tabacco, funghi, ecc. e per l'essiccazione di biomasse come legna già appezzata, cippato (o macinato di legna) o fascine. Le serre d'essiccazione vengono utilizzate anche per l'essiccazione di poltiglie.

Tenendo conto del numero delle campate, le serre si raggruppano in:
1. Serre singole o isolate. Sono serre a unica campata.
2. Serre accoppiate o gemellate. Sono serre a campata doppia senza parete divisoria.
3. Serre multiple. Sono serre a batteria.

Tenendo conto della possibilità di spostamento, le serre si raggruppano in:
1. Serre fisse. Comunemente in cemento, acciaio/legno/ferro, vetro/PVC/PE
2. Serre mobili. Sono serre di facile montaggio e smontaggio.
3. Serre scorrevoli. In fase di studio.

Tenendo conto del substrato utilizzato, le serre si raggruppano in:
1. Serre normali. Sono serre in cui si utilizza normale terra come substrato.
2. Serre idroponiche. Sono serre in cui si utilizza come substrato un materiale inerte, poroso, sterile, che si fa attraversare da una soluzione nutritiva preventivamente preparata. Ad esempio: vermiculite, perlite, pomice, lapillo lavico.

Tenendo conto della presenza e della tipologia dell'impianto di climatizzazione, le serre si raggruppano in:
1. Serre fredde. Non climatizzate.
2. Serre temperate. Sono serre capaci di mantenere costantemente una temperatura tra i 10 °C e i 14 °C nelle ore notturne.
3. Serre calde. Sono serre in grado di mantenere la temperatura notturna tra i 16 °C e i 20 °C.